# Königsberg-Klasse (1929)
Bei den Leichten Kreuzern der Königsberg-Klasse, die auch als K-Klasse oder K-Kreuzer bezeichnet wird, handelt es sich um drei Kreuzer der deutschen Reichsmarine und später der Kriegsmarine. Sie waren nach deutschen Städten benannt, deren Name mit einem „K“ beginnt. Nach der I. Königsberg-Klasse und der II. Königsberg-Klasse war dies die dritte Klasse der nun nicht mehr Kleiner Kreuzer, sondern „Leichter Kreuzer“ genannten Schiffe. Wenige Jahre nach dem Ersten Weltkrieg unter den Auflagen des Versailler Vertrages projektiert, waren die Schiffe nur bedingt verwendbar und galten schon beim Ausbruch des Zweiten Weltkriegs als überholt.

## Geschichte
Die in den Jahren 1924/25 unter der Verantwortung des Marineoberbaurat Albrecht Ehrenberg entworfene Klasse litt noch unter den Einschränkungen des Vertrags von Versailles, der für Kreuzer eine Beschränkung der Tonnage auf 6.000 Tonnen vorsah. Da die deutschen Konstrukteure diese Obergrenze von vornherein voll ausnutzten und sogar überschritten, fehlte die sonst bei Kriegsschiffen übliche und für die Stabilitätsberechnungen wichtige Baureserve, welche das Gewicht späterer Zubauten beinhaltete. Zumindest konnte die Beschränkung auf Geschütze in Einzellafetten, wie bei der Vorgängerin Emden, gelockert werden, so dass nun der Einbau von neu entwickelten Artillerietürmen gewährleistet war.

## Entwurf
Die Konstruktion basierte auf der bei Torpedobooten bewährten Längsspant-Querbänder-Bauweise. Die Schiffe hatten 16 wasserdichte Abteilungen, und der Doppelboden erstreckte sich über 72 % der Gesamtlänge. Um die Beschränkung der Tonnage einzuhalten, waren zur Gewichtsersparnis 85 % der Verbindungen geschweißt statt genietet. Die durch den Vertrag gewissermaßen erzwungene Leichtbauweise führte beim Schießen und bei rauer See zu einer hohen Beanspruchung des Schiffskörpers, so dass es immer wieder zu Rissen an den Stößen der Schweißnähte kam. So lief zum Beispiel die Karlsruhe in einem Orkan während einer Pazifikfahrt 1936 Gefahr, aufgrund von schweren strukturellen Schäden auseinanderzubrechen. Zusätzlich litten die Schiffe wegen ihres großen Länge-Breite-Verhältnisses von über 11 unter größeren Stabilitätsproblemen, was dazu führte, dass sie im Zweiten Weltkrieg nur in der Nord- und Ostsee eingesetzt wurden und nicht wie geplant im Handelskrieg. Später durften die Treibstoffbunker aufgrund der Stabilitätsdefizite nicht unter den Inhalt von 680 m³ leergefahren werden, was einen überseeischen Einsatz von vornherein ausschloss.

### Antrieb
Das Schiff besaß zwei Wellen mit je einem aus Eisenbronze hergestellten Propeller, der einen Durchmesser von 4,1 m aufwies. Die zwei elektrisch betriebenen Rudermaschinen konnten im Notfall per Hand bedient werden. Neu war die gemischte Antriebsanlage: Dampfturbinen für Kampf-, Diesel für Marschfahrt. Die Haupt-Antriebsanlage bestand aus sechs ölbefeuerten Wasserrohrkesseln, die sich in insgesamt vier Kesselräumen befanden. Zwei Kessel waren an dem vorderen Schornstein und vier Kessel an dem achteren Schornstein angeschlossen. Die vier größeren Kessel verfügten über je 22 und die beiden anderen Kessel über je 18 Zentrifugalzerstäuber-Brenner, wobei der Betriebsdruck bei 16 atü lag. Der erzeugte Dampf wirkte auf vier voneinander unabhängige Turbinensätze, von denen jeweils zwei mittels Zahnradübersetzung auf eine der beiden Wellen geschaltet waren. Diese Verbindung konnte durch eine doppelte Klauenkupplung getrennt werden. Die vier Turbinensätze waren unterteilt in zwei Hauptturbinen und zwei Marschturbinen, wobei in letzteren noch die Rückwärtsturbinen integriert waren. Bei kalten Kesseln konnte im absoluten Notfall und unter Missachtung aller Sicherheitsvorschriften eine Alarmzündung vorgenommen werden, welche die Kessel innerhalb nur weniger Minuten auf Betriebsdruck bringen konnte.

Aufteilung der Kesselräume

Diese sogenannte Nassdampfanlage fiel zwar räumlich relativ groß aus und beanspruchte dadurch die Hälfte der 16 Abteilungen, jedoch war sie wesentlich betriebssicherer als die komplizierten und anfälligen kleineren Hochdruck-Heißdampfanlagen, die später zu andauernden Problemen auf der Admiral-Hipper-Klasse und auch bei den Zerstörern 1934 führten.
Zusätzlich zu der Hauptantriebsanlage wurden noch während des Baues die drei Schiffe mit einer Marschdiesel-Motorenanlage ausgerüstet. Diese war konstruktionsmäßig eigentlich nicht vorgesehen, jedoch bewährten sich diese Motoren auf dem Prüfstand so gut, dass sie aus Gründen des nun größeren Aktionsradius nachträglich eingebaut wurden. Es handelte sich dabei um zwei umsteuerbare Viertakt-Zehnzylindermotoren mit einer Einzelleistung von 900 PS, die mittels einer Vulcan-Kupplung (ölgefülltes Getriebe ohne Drehzahlübersetzung) auf die Hauptwelle wirkten. Mit den Motoren konnte eine wirtschaftliche Marschfahrt bei 10 kn erreicht werden. Der Nachteil bestand darin, dass die zwei Antriebsanlagen nicht gleichzeitig betrieben werden konnten und das Schiff stoppen und die Maschinen herunterfahren musste, um zwischen den zwei Betriebsarten zu wechseln. Dieser etwa 15 Minuten dauernde Kupplungsvorgang konnte im Ernstfall ein großer taktischer Nachteil sein.
Auf der Suche nach jedweder Gewichtseinsparung wurden auch diese Motoren in extremer Leichtbauweise hergestellt. Dies und die Tatsache, dass auf dem Schiff eigentlich gar kein Raum für diese Motoren vorgesehen war, führte zu anfänglichen Schwierigkeiten, wodurch die Befürworter der Hochdruck-Heißdampfanlagen kurzfristig wieder Oberhand bekamen und der erfolgversprechende Dieselmotorenantrieb eine Zeit lang nicht weiter verfolgt wurde.
| Meilenfahrtergebnisse am Beispiel der Karlsruhe |                      |                     |                             |
| Datum                                           | 16. Januar 1930      | 13. Januar 1930     | 15. Januar 1930             |
| Dauer                                           | 6 Std.               | 6 Std.              | 3 Std.                      |
| Geschwindigkeit                                 | ~ 15 kn              | ~ 25 kn             | ~ 31 kn                     |
| Turbinenschaltung                               | beide Marschturbinen | beide Hauptturbinen | alle vier Turbinen parallel |
| Wellendrehzahl (1/min)                          | 138                  | 245                 | 345                         |
| Gesamtwellenleistung (WPs)                      | 4.000                | 23.200              | 55.400                      |
| Heizölverbrauch je Stunde                       | ~ 11,6 t             | ~ 17,6 t            | ~ 35,3 t                    |

### Bewaffnung

Innenansicht des Turmes

Aus Gründen der Gewichtseinsparung entschied man sich bei der Königsberg-Klasse für die Aufstellung von drei Drillingstürmen anstatt von vier Doppeltürmen – die ersten Drillingstürme in der deutschen Marine. Ein Turm befand sich vorn, zwei achtern. Damit war nur ein Drittel der Feuerkraft direkt nach vorn gerichtet. Ein Grund für diese Aufstellung war die bei der Konstruktion bedachte Aufgabe der Aufklärung, da bei dieser für ein wahrscheinliches Gefecht im Rückzug mehr Feuerkraft zur Verfügung stand.
Die beiden achteren Türme waren um je etwa 2 m nach Back- beziehungsweise Steuerbord aus der Mittschiffslinie gerückt, um an den Aufbauten vorbei auch direkt voraus schießen zu können. In der Praxis wurde dies aber nicht praktiziert, da der Mündungsdruck der Schiffskanonen zu Schäden an den Aufbauten geführt hätte. Erstmals in der deutschen Marine verfügten die Schiffe der K-Klasse über eine zentrale Feuerleitung.

### Panzerung

Querschnitt der Panzerung

Das sich über die ganze Breite erstreckende Panzerdeck hatte eine Dicke von 20 bis 40 mm, wobei es jedoch nicht die sonst übliche Böschung besaß. Die Panzerung entsprach dem damaligen Standard eines Leichten Kreuzers. Auf der einen Seite mussten aufgrund der Beschränkungen des Versailler Vertrages Abstriche bei der Panzerung gemacht werden, auf der anderen konnte dies durch Verwendung moderner Legierungen teilweise kompensiert werden. Bei dem Panzermaterial handelte es sich um den Krupp-Panzerstahl 420. Dieser noch aus dem Ersten Weltkrieg stammende homogene Chrom-Nickel-Molybdän-Stahl war zwar nicht formbar und anfangs auch nur bis zu einer Stärke von 80 mm herstellbar, gilt jedoch als der beste Panzerstahl seiner Zeit und war nur 5 % weniger widerstandsfähig als der spätere Krupp-Wh-Stahl (Wotan-hart), mit dem die späteren deutschen Kriegsschiffe hergestellt wurden. Die Karlsruhe bekam während ihres Umbaus eine zweite Außenhaut und ein neues Oberdeck aus diesem Stahl. Bei ihren zwei Schwesterschiffen kam es kriegsbedingt zu keinem vergleichbaren Umbau.

### Weitere Schiffsanlagen

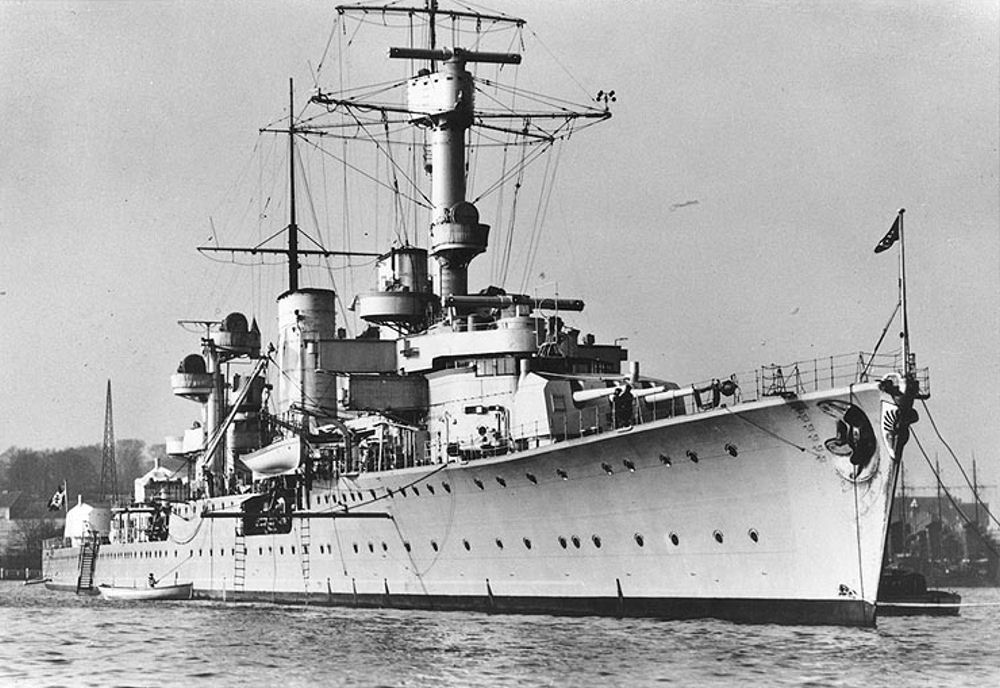
Hier sind zwei 6-m-Basisgeräte am Vormars und am Kommandostand gut zu erkennen

Die Waffenleitanlage bestand aus drei optischen Entfernungsmessern mit einer 6-m-Messbasis sowie drei kleineren Geräten mit 3-m-Basis. Die 6-m-Geräte steuerten die 15-cm-Geschütze und befanden sich auf dem vorderen und achteren Kommandostand sowie dem Vormars (Artillerieleitstand). Die 3-m-Geräte befanden sich jeweils seitlich des Gefechtsmastes und am achteren Kommandostand und steuerten zum einen die Flak und zum anderen die Torpedowaffe.
Die elektrische Anlage bestand aus zwei dampfgetriebenen Turbogeneratoren mit einer Leistung von je 250 kW und zwei Dieselgeneratoren mit je 90 kW. Die Generatoren, die eine Gleichspannung von 220 Volt lieferten, wurden auf drei voneinander getrennten Stationen verteilt, so dass bei der Überflutung einer Station die Aufrechterhaltung des Bordnetzes gewährleistet werden sollte. Im Ernstfall zeigte sich jedoch, dass die E-Anlage trotzdem äußerst anfällig war und in schwierigen Situationen oft versagte.
Außerdem standen zwei Frischwassererzeugungsanlagen für die Herstellung von Wasch-, Trink- und Speisewasser zur Verfügung. Eine mit Kohlensäure arbeitende Kühlanlage konnte den Proviantraum auf bis zu 0 °C kühlen und alle Munitionskammern auf ausreichend sicherer Temperatur halten.

## Einheiten

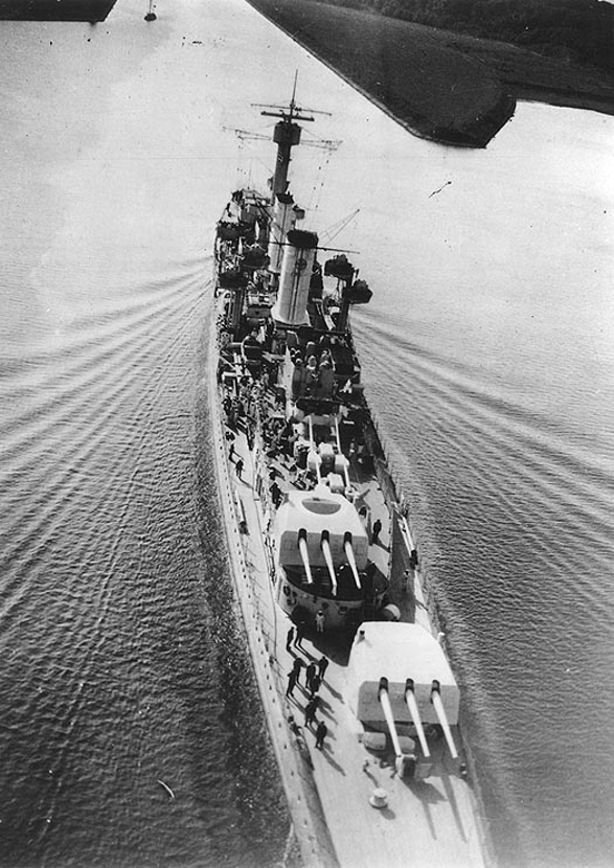
Man beachte die ungewöhnliche Anordnung der Hecktürme

### Königsberg
Die Königsberg ging in Norwegen am 10. April 1940 während des „Unternehmens Weserübung“ verloren, als sie in Bergen von britischen Skua-Sturzkampfbombern bombardiert wurde.

### Karlsruhe
Die Karlsruhe ging am 9. April 1940 während des „Unternehmens Weserübung“ verloren, als sie auf dem Rückmarsch von Kristiansand im Skagerrak torpediert wurde.

### Köln
Die Köln wurde fast den ganzen Krieg über als Schulschiff verwendet. Sie wurde am 31. März 1945 in Wilhelmshaven bombardiert und versank bis zum Hauptdeck im Hafenbecken. Ihre beiden hinteren Geschütztürme blieben aber im Einsatz und beschossen anrückende alliierte Einheiten.

## Nachfolger
Aus der Königsberg-Klasse wurde die Leipzig-Klasse entwickelt, von der zwei Einheiten, die Leipzig und die Nürnberg gebaut wurden. Der Hauptunterschied lag in der Rückkehr zur normalen Anordnung der beiden Hecktürme und in der zusätzlichen dritten Antriebswelle, auf welche die nunmehr vier Marschdieselmotoren alleine wirkten.